# Central Securities Depository
Een Central Securities Depositary (CSD) of Centrale Effectenbewaarinstelling is een instelling die, meestal specifiek voor een bepaald land, effecten in bewaring neemt met als doel de afhandeling van verrichtingen met die effecten automatisch te kunnen uitvoeren. In tegenstelling tot een custodian zal een CSD dus naast het bewaren van effecten ook instaan voor de afwikkeling van effectentransacties tussen partijen die een rekening aanhouden bij de CSD.
Wanneer een CSD zich niet beperkt tot een land, maar internationaal actief is, gebruikt men de afkorting ICSD, waarbij de I staat voor International. De twee belangrijkste ICSD-instellingen van Europa zijn de Euroclear bank (onderdeel van de Euroclear groep) in Brussel en Clearstream Bank Luxemburg in Luxemburg. 
Nationale CSD-instellingen zijn: Euroclear Nederland (voorheen Negicef) in Nederland, Euroclear France (voorheen Sicovam) in Frankrijk, Euroclear UK & Ireland (voorheen Crest) in het Verenigd Koninkrijk en Clearstream Bank Frankfurt in Duitsland.
De diensten die een (I)CSD aanbiedt, situeren zich vooral rond de eigenlijke afwikkeling van effectentransacties. Hierbij wordt doorgaans gebruik gemaakt van levering tegen betaling, oftewel delivery versus payment. Dit houdt in dat levering en betaling van effecten tegelijkertijd optreden, nadat de CSD heeft vastgesteld dat de verkoper de stukken effectief heeft, en de koper de benodigde geldmiddelen heeft.
Ook zal de CSD indien nodig optreden als tussenpersoon als de eigenlijke afwikkeling zich bij een andere (I)CSD afspeelt, bijvoorbeeld als de tegenpartij via een CSD in een ander land werkt.
Omdat de CSD de effecten voor rekening van zijn klanten houdt, wordt  ook de uitbetaling van coupons, trekkingsrechten, terugbetaling van het kapitaal op de eindvervaldag of andere technische verrichtingen (bv. een splitsing van aandelen) uitgevoerd.
Daarnaast biedt een CSD vaak aanverwante diensten aan, zoals:
- De afwikkeling van securities lending en borrowing.
- De afwikkeling van Repo-transacties
- Emissies van nieuwe effecten begeleiden. Hierbij moet de uitgever geen individueel akkoord geven voor elke inschrijving, vermits de uitgifteprijs en datum toch vastliggen.
- Financiële basisverrichtingen (overschrijving van/naar derden)
- De noodzakelijke rapportering over de lopende en uitgevoerde verrichtingen, stand van de effectenrekeningen

Omdat een CSD vaak ook de rol van custodian speelt, worden ook de daaraan verbonden diensten aangeboden.
ICSD's zijn ook verantwoordelijk voor het toekennen van ISIN-nummers. Dit zijn de unieke identificatienummers van effecten (zoals een ISBN-nummer voor een boek).
Het is belangrijk om het verschil te zien tussen de rol van een (I)CSD en handelsplatformen. Op beurzen en andere handelsplatformen komt een transactie (trade) tot stand tussen twee partijen, zoals een koop of verkoop van een financieel instrument. Bij de CSD komt enkel de afwikkeling, als de beide marktpartijen akkoord zijn over wat, wanneer en voor welke prijs. Een CSD bemiddelt niet bij het zoeken naar een koper of verkoper, en zal ook geen prijzen vormen of publiceren. Daarom worden CSD's, samen met CCP's, wel aangeduid als post-trade instellingen. 